# (1684) Iguassú
(1684) Iguassú es un asteroide que forma parte del cinturón de asteroides y fue descubierto por Miguel Itzigsohn desde el Observatorio Astronómico de La Plata, Argentina, el 23 de agosto de 1951.

## Designación y nombre
Iguassú fue designado inicialmente como 1951 QE.
Posteriormente, a propuesta de Frederick Pilcher, se nombró por las cataratas del Iguazú, unas de las más importantes de América.

## Características orbitales
Iguassú está situado a una distancia media del Sol de 3,097 ua, pudiendo alejarse hasta 3,483 ua. Tiene una excentricidad de 0,1245 y una inclinación orbital de 3,667°. Emplea 1991 días en completar una órbita alrededor del Sol.